# BMW E30
BMW 3-й серии (E30) — второе поколение легковых автомобилей 3-й серии немецкого автоконцерна BMW, выпускавшихся с 1982 по 1994 год.
Серия комплектовалась небывалым ранее набором кузовов и двигателей. Уже через год после начала выпуска предлагался выбор между двух- и четырёхдверными седанами (нем.  Limousine). Открытая версия первоначально производилась на фирме Baur, а в 1985 году компания представила собственный кабриолет (нем.  Cabrio). В этом же году была выпущена на рынок, ставшая легендарной, спортивная версия M3, в виде двухдверного седана и множества различных его вариаций, предназначенных для покупателей с гоночными амбициями. В 1987 году появился вместительный универсал (нем.  Touring), впервые в рамках 3-й серии.
Всего было произведено 2,34 миллиона автомобилей, самая успешная на тот момент серия моделей компании.

## Кузов и оборудование
Главный дизайнер компании Клаус Люте (англ. Claus Luthe), создатель моделей 5-й серии, приложил руку и ко внешнему виду этих автомобилей. Гладкие поверхности снаружи и внутри придавали моделям элегантный и динамичный вид. Впервые в серии стали предлагаться четырёхдверные автомобили параллельно с «классическими» двухдверными спортивными седанами (нем.  Limousine).

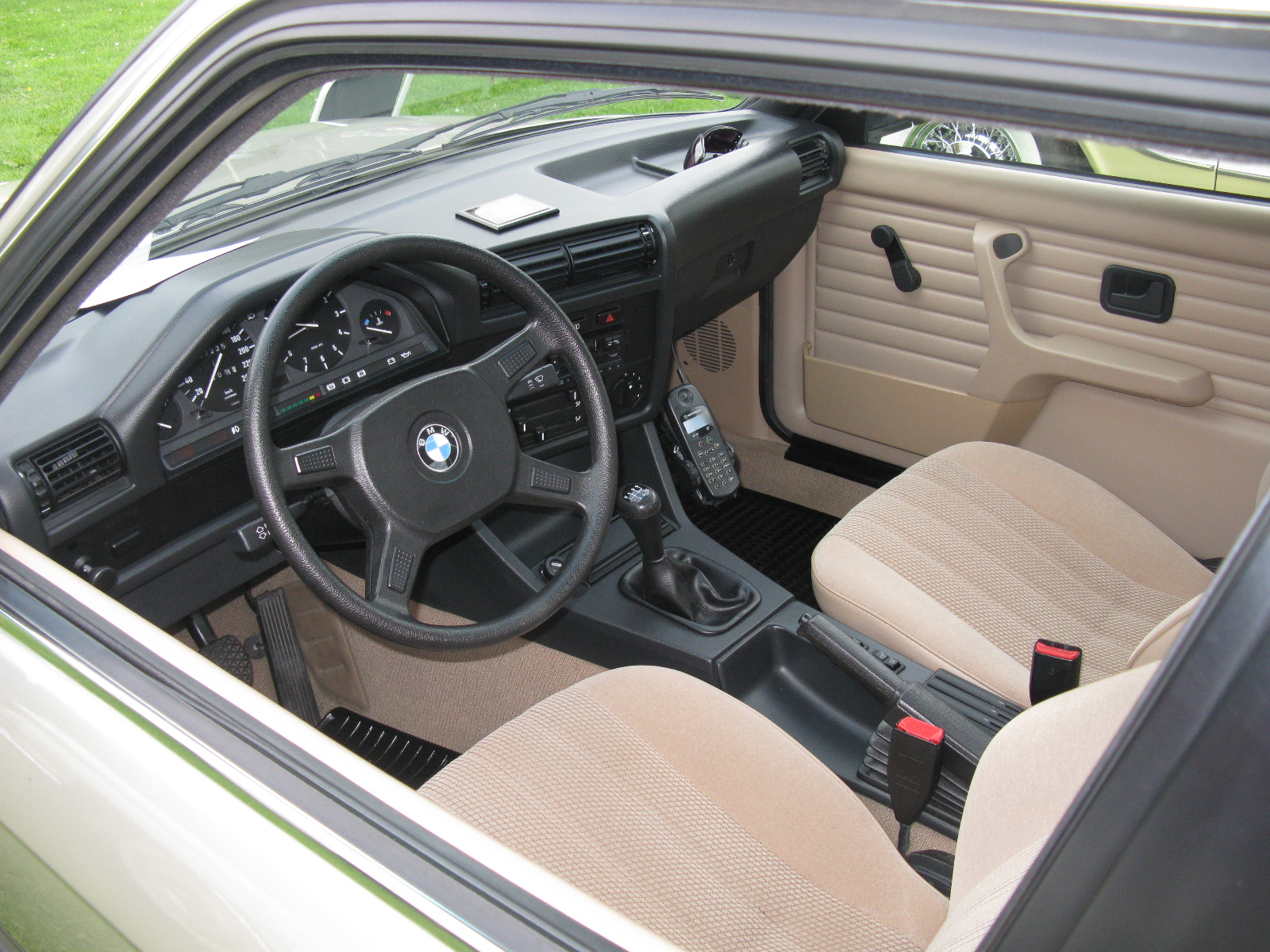
Салон BMW 316i

Кузов был спроектирован в соответствии с требованиями пассивной безопасности, так при столкновении на скорости до 50 км/ч передняя часть автомобиля сминалась, оставляя пассажирский салон практически целым. Специальная конструкция переднего и заднего бамперов защищала автомобиль при контактах на парковочной скорости до 4 км/ч. .
В салоне панель приборов напоминала ту, что применялась на моделях предыдущего поколения, но она была переработана в более современном ключе. Так, появился ряд контрольных ламп, а модели с шестицилиндровыми двигателями получили индикатор расхода топлива и борткомпьютер. Больше комфорта добавила, также новая система отопления и вентиляции. Передние сиденья теперь стандартно имели регулировку по высоте, а на двухдверных моделях сдвигались вперёд, для удобства посадки задних пассажиров. Пространство для ног сзади было увеличено на 40 миллиметров, а задние сиденья стандартно оборудовались ремнями безопасности.

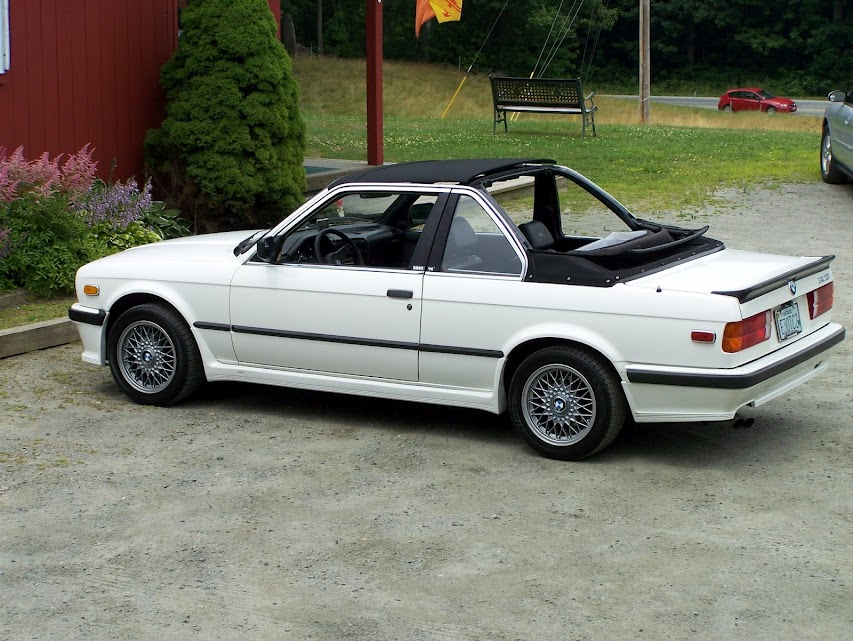
BMW Baur Topcabriolet

До того, как компания BMW сама начала производить кабриолеты, покупатель мог заказать открытую версию, изготовленную кузовной фирмы Baur. Автомобиль, названный Topcabriolet, создавался на основе двухдверной модели, с которой убиралась крыша, но боковины оставались на своих местах. Мощная поперечина сверху, защищавшая пассажиров при перевороте, также оставалась не тронутой. В задней части такой конструкции устанавливался мягкий складывающийся тент, а сверху — жёсткий потолок, который можно было убрать в багажник. Таким образом, получалось четыре автомобиля в одном. В закрытом состоянии это было купе, со снятой верхней крышей — тарга, только со сложенным задним тентом — ландо, а если убрать всё, то получался кабриолет. Модель могла оснащаться любым выбранным покупателем двигателем.
Собственного изготовления полностью открытый кабриолет (нем.  Cabrio) имел кузов с усиленным полом, порогами и рамкой ветрового стекла. Мягкий верх складывался вручную или автоматически. В салоне были установлены спортивные сиденью, все стёкла поднимались с помощью электроприводов. Отдельно можно было купить жёсткий пластиковый верх, после установки которого, автомобиль превращался в купе, что было удобно зимой, например.
Универсал (нем.  Touring) был не просто «грузовиком», а спортивным, динамичным, с хорошей управляемостью автомобилем с практичным, более просторным внутри кузовом. При этом он полностью сохранил габариты седана. Ёмкость багажника универсала составляла 370 литров, а при сложенных задних сиденьях увеличивалась до 1125 литров.

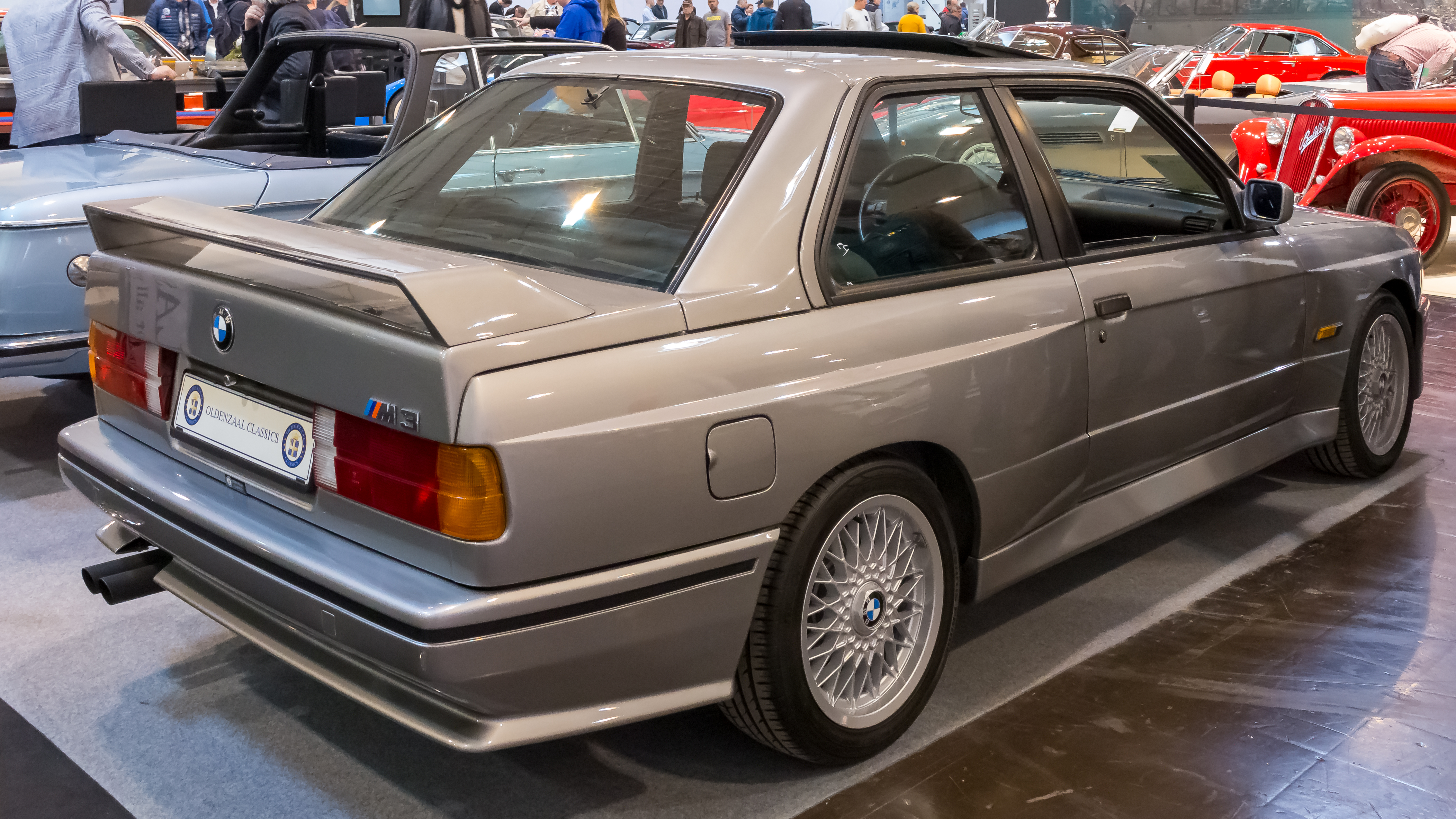
BMW M3

Впервые появившийся в серии двухдверный спортивный седан M3 имел своё собственное эстетическое выражение. Его формы были подчинены законам аэродинамики, а не моде. Так, окрашенные в цвет кузова спойлеры под передним и задним бамперами снижали сопротивление воздуха, а уменьшенное заднее окно в пластмассовой окантовке и приподнятая пластиковая крышка багажника с антикрылом увеличивали прижимную силу сзади. Сразу же бросающиеся в глаза раздутые передние и задние крылья были предназначены для размещения более широких колёс. Помимо обычных спортивных седанов, было выпущено несколько партий особых моделей с более мощными двигателями и специальным оборудованием, а также спортивный кабриолет M3.

## Двигатели и трансмиссия
Автомобили оснащались рядными четырёх- и шестицилиндровыми бензиновыми и дизельными двигателями разного рабочего объёма и мощности. Двигатель был установлен спереди продольно и состыковывался с четырёх или пятиступенчатой механической, либо с трёх или четырёхступенчатой автоматической коробкой передач.
У полноприводных версий поток мощности делился между передними и задними колёсами в пропорции 37/63. От установленной за коробкой передач раздаточной коробки с помощью цепи приводился идущий вперёд карданный вал. Передний дифференциал был встроен в поддон двигателя, от него налево шла полуось на колесо, а направо вращение передавалось на промежуточный вал, и уже к нему присоединялась правая полуось. Сзади у таких моделей был установлен дифференциал с вязкостной муфтой. Когда одно из колёс попадало на скользкую поверхность и начинало буксовать, муфта автоматически блокировала дифференциал, в результате чего дополнительный крутящий момент передавался на не буксующее колесо.
Начального уровня модель 316 оснащалась четырёхцилиндровым карбюраторным двигателем серии M99 рабочим объёмом 1,8 литра мощностью 90 л.с. Модель 318i оборудовалась таким же мотором, но со впрыском топлива мощностью 105 л.с., который обозначался как M92. Эта серия двигателей с чугунным блоком цилиндров, алюминиевой головкой с одним верхним распредвалом и двумя клапанами на цилиндр (SOHC) достаточно давно применялась на автомобилях компании. Начиная с 1987 года на 318-ю модель стали устанавливать новый двигатель серии M40 того же рабочего объёма мощностью 116 л.с. Этот же мотор, но объёмом 1,6 литра мощностью 102 л.с. получила новая модель 316i, которая пришла на замену 316-й. Двигатели новой серии имели более совершенную конструкцию и изначально оснащались системой впрыска топлива. В 1989 году появилась ещё более мощная модель 318is с двигателем серии M42 с четырьмя клапанами на цилиндр (DOHC), который развивал 136 л.с.
На модели 320i и 323i первоначально были установлены шестицилиндровые бензиновые двигатели серии BMW M20 рабочим объёмом 2,0 и 2,3 литра мощностью 125 и 139 л.с. соответственно. Это были двигатели с механической системой впрыска топлива, чугунным блоком цилиндров, алюминиевой головкой, в которой располагался один верхний распредвал, приводящий в движение клапаны, по два на цилиндр (SOHC). Очень быстро моторы получили впрыск топлива с электронным управлением и были переименованы в двигатели серии M20. В 1984 году моторы были модернизированы, двухлитровый и стал развивать 129 л.с., а 2,3-литровый — 150 л.с. В 1985 году модель 323i была заменена моделью 325i c 2,5-литровым двигателем серии M20 мощностью 171 л.с.
Особняком стояла модель 325e со специальным шестицилиндровым двигателем серии M20 рабочим объёмом 2,7 литра мощностью 122 л.с. Двигатель имел более совершенную систему впуска, пониженные максимальные обороты и более высокую степень сжатия. Он оборудовался новейшей электронной системой управления и каталитическим нейтрализатором выхлопных газов, встроенным в выпускной коллектор. В результате, получился очень экономичный и «чистый» автомобиль. Позже мощность мотора возросла до 129 л.с.
Модель 324d комплектовалась рядным шестицилиндровым атмосферным дизелем серии M21 рабочим объёмом 2,5 литра мощностью 86 л.с. Это был предкамерный дизель с чугунными блоком и головкой цилиндров, с одним верхним распредвалом и двумя клапанами на цилиндр (SOHC). Появившаяся позже модель 324td оснащалась таким же мотором, но оборудованным турбонаддувом с промежуточным охлаждением воздуха, что повысило его мощность до 115 л.с.
Спортивная модель 333i, которая продавалась только в Южной Африке, оснащалась 3,2-литровым шестицилиндровым бензиновым двигателем M69. Доработанный специалистами фирмы ALPINA такой мотор развивал мощность 197 л.с.
Модель M3 оборудовалась четырёхцилиндровым шестнадцатиклапанным (DOHC) бензиновым двигателем серии S14 рабочим объёмом 2,3 литра мощностью 200 л.с. Это была укороченная на два цилиндра версия спортивного шестицилиндрового двигателя S38, применявшегося на модели M5. Модель M3 Cecotto оснащалась таким же мотором, форсированным до 215 л.с. Ещё более мощный вариант этого двигателя мощностью 220 л.с. устанавливался на модель M3 Evolution. А модель M3 Sport Evolution имела увеличенного до 2,5 литров рабочего объёма тот же двигатель мощностью 238 л.с.
Специально для Италии, в которой имелись налоговые льготы для автомобилей с двигателями менее двух литров, выпускалась модель 320is с двухлитровым мотором этой серии (S14) мощностью 192 л.с.

## Ходовая часть

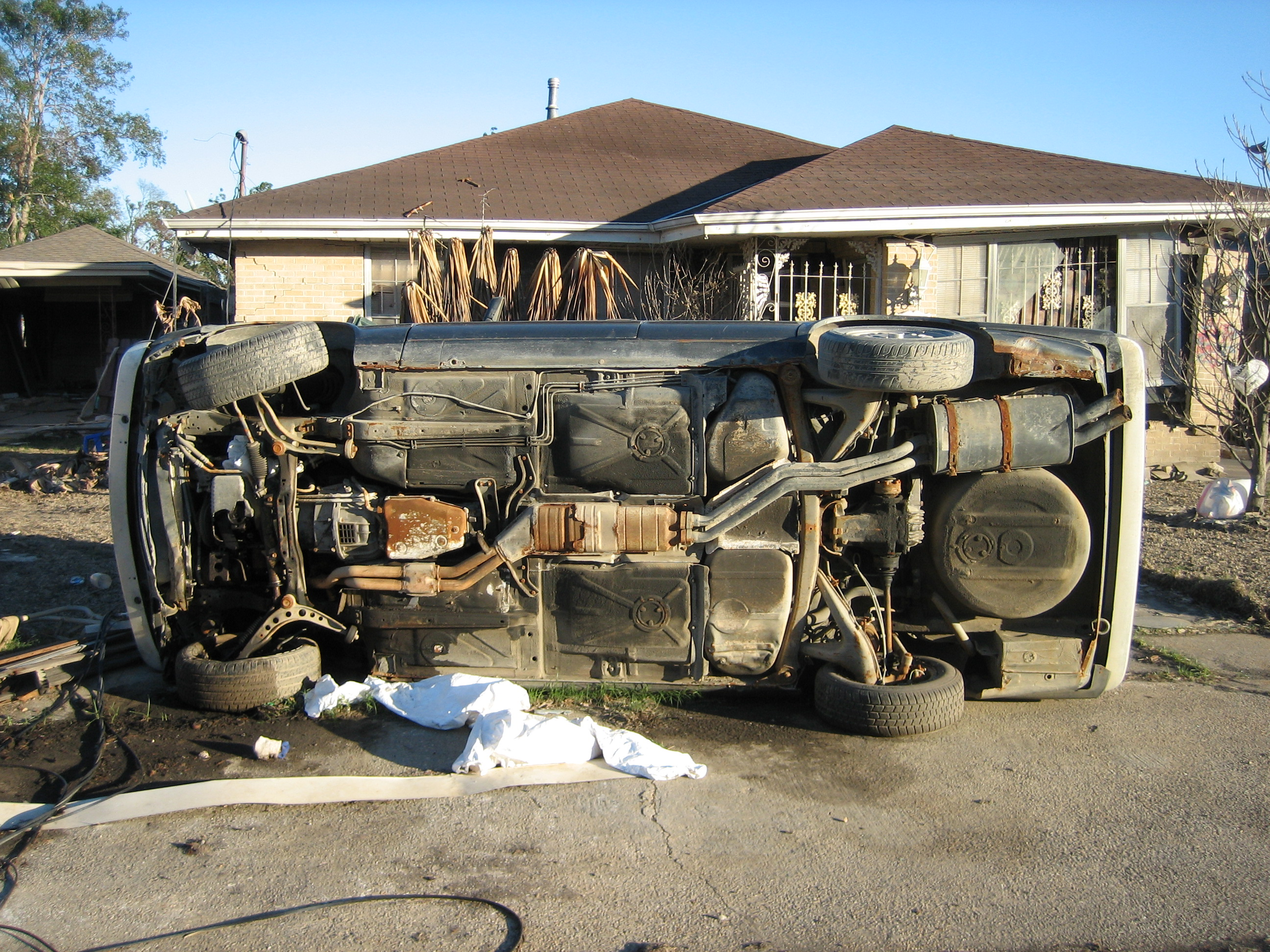
Шасси́ модели на перевёрнутом ураганом Катрина автомобиле

На моделях серии спереди применялась независимая подвеска со стойками типа Макферсон и L-образными рычагами. Сзади — независимая подвеска на косых рычагах, бочкообразные пружины с прогрессивной характеристикой и амортизаторы в которой, были установлены раздельно.
Реечный рулевой механизм располагался спереди колёс. Безопасная рулевая колонка складывалась при ударе, предохраняя грудь водителя от чрезмерной нагрузки. Более качественный запор в колонке обеспечивал лучшую защиту от взлома.
На все модели устанавливались 14-дюймовые колёса, что позволило увеличить тормозные диски спереди. Передние дисковые тормоза с фиксированным (неподвижным) суппортом были заменены на более компактные механизмы с плавающей скобой. Сзади на моделях начального уровня устанавливались барабанные тормоза. Автомобили с шестицилиндровыми моторами оборудовались задними дисковыми тормозами со встроенным в ступицу диска барабанным стояночным тормозом. За счёт применения большей размерности усилителя тормозов усилие на педали стало на 15% меньше.
Модели с приводом на все колёса стандартно оборудовались ABS, хотя, из-за сложности управления, большинство полноприводных автомобилей того времени такой системы не имело. Специально модернизированная, она имела дополнительные датчики и особый алгоритм работы.

## Модельный ряд
Первыми автомобилями этого поколения были двухдверные седаны (нем.  Limousine), представленные осенью 1982 года. Это были модели 316 и 318i с четырёхцилиндровыми двигателями и модели 320i и 323i с шестицилиндровыми моторами. С осени 1983 года любую модель можно было заказать и с четырёхдверным кузовом. В 1985 году модель 323i была заменена на более мощную модель 325i (325is). Одновременно была запущена в производство и её полноприводная версия, модель 325iX. Это был первый послевоенный автомобиль компании с полным приводом. Но сначала, в конце 1983 года была представлена экономичная модель 325e с большим шестицилиндровым двигателем уменьшенной мощности. В Северной Америке эта модель в разных комплектациях обозначалась как 325, 325e, 325es. В 1987 году модель 316 получила новый двигатель и обозначение 316i, а в 1989 году появилась модель 318is с ещё более мощным четырёхцилиндровым мотором. Кроме того, специально для Италии, имевшей существенные налоговые льготы для автомобилей с двигателем менее двух литров, была выпущена модель 320is с небольшим, но мощным четырёхцилиндровым мотором

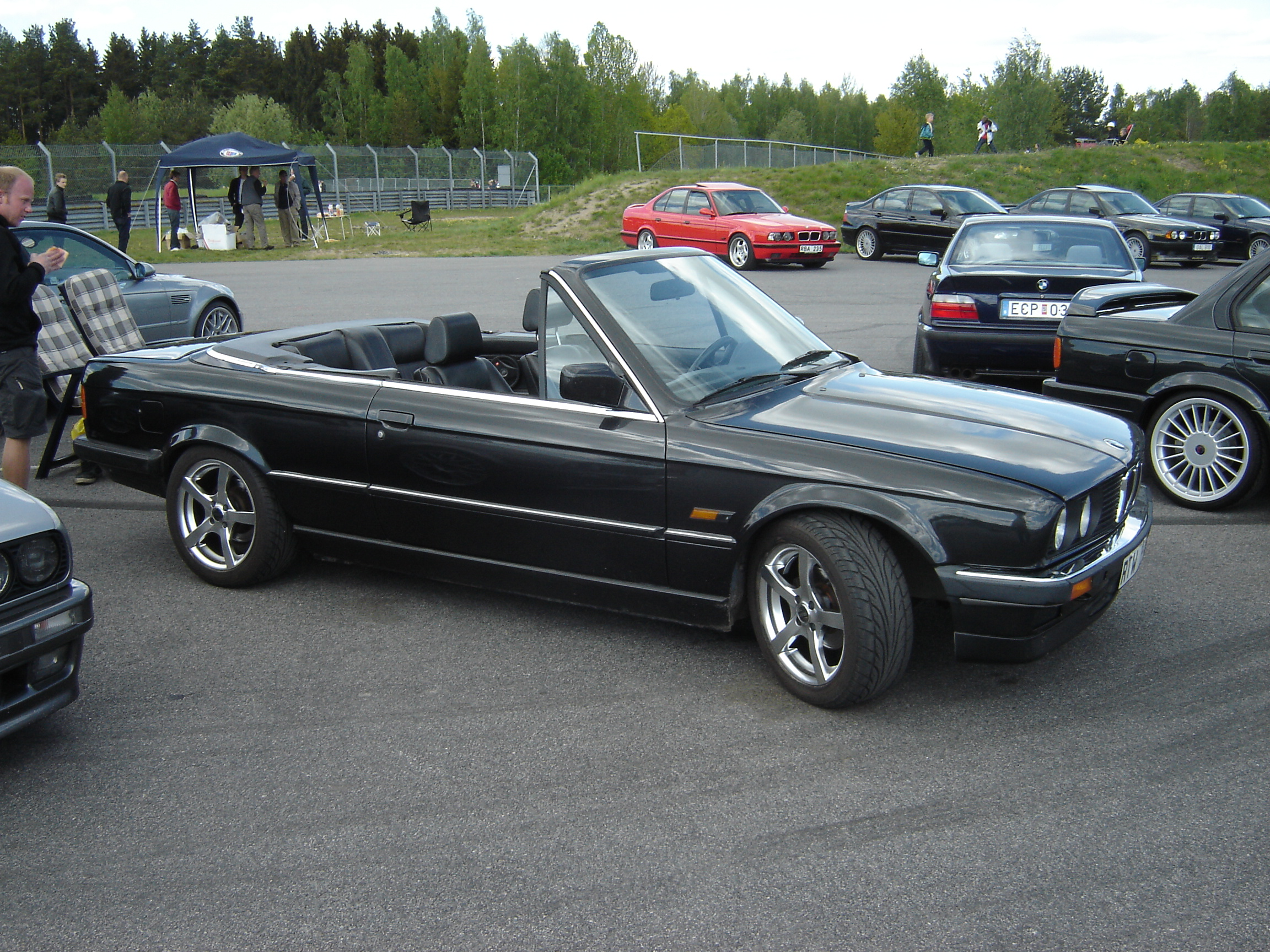
Кабриолет BMW 325i

Первоначально открытые автомобили под названием Topcabriolet изготавливались на кузовной фирмы Baur. Собственного производства кабриолет (нем.  Cabrio) модель 325i был выпущен в 1986 году. Это был первый с 1956 года кабриолет, собранный на заводе BMW. В этом же году появилась модель 320i, а в 1990 году в продажу поступила модель начального уровня 318i.
Осенью 1986 года была представлена, созданная спортивным подразделением компании, модель M3. Оснащённый новейшим четырёхцилиндровым двигателем и прекрасно настроенным шасси́, автомобиль стал одним из самых успешных в истории кузовных автосоревнований. Облегчённая, с более мощным двигателем модель M3 Evolution была выпущена ограниченной партией в 1988 году. А в 1989-м появилась именная модель M3 Cecotto, названная так в честь гонщика компании Джонни Чекотто. И наконец, самая мощная модель M3 Sport Evolution выпускалась в 1989—1990 годах.
В 1988 году появился спортивный кабриолет M3. Произведённая в количестве менее 800 штук, эта модель является коллекционной редкостью в настоящее время.
Отдельное место в модельном ряду занимал седан 333i. Созданная для рынка Южной Африки специалистами компании, её спортивного отделения и фирмы ALPINA, эта шестицилиндровая модель заменяла спортивную M3, которая никогда не продавалась в Африке.
Осенью 1987 года были представлены автомобили с кузовом универсал (нем.  Touring), модели 320i, 325i и полноприводная модель 325iX с бензиновыми двигателями и модель 324td с дизелем. В 1989 году последовал первый универсал с четырёхцилиндровым мотором, модель 318i, за которой в 1991 году последовала модель 316i с самым маленьким двигателем.
| Список моделей     | Список моделей    | Список моделей               | Список моделей | Список моделей           |
| Модели             | Годы производства | Количество выпущенных, шт.   | Цена, DM       | Двигатели                |
| 3-я серия (E30)    | 09.1982—02.1994   | 2 339 251 (вкл. 124 771 CKD) |                |                          |
| Седаны             | 09.1982—08.1991   | 2 092 122                    |                |                          |
| ------------------ | ----------------- | ---------------------------- | -------------- | ------------------------ |
| 316                | 10.1982—06.1988   | 295 081 (плюс 7 598 CKD)     | 19 250         | R4 1.8-90 (M99)          |
| 316i               | 1987—1991         | 211 497                      | 25 500         | R4 1.6-102 (M40)         |
| 318i               | 09.1982—05.1991   | 479 623 (плюс 41 721 CKD)    | 21 550         | R4 1.8-105/116 (M92/M40) |
| 318is              | 1989—1991         | 41 234                       | 33 600         | R4 1.8-136 (M42)         |
| 320i               | 10.1982—04.1991   | 388 261 (плюс 22 480 CKD)    | 24 550         | R6 2.0-125/129 (M20)     |
| 320is              | 1988—1990         | 3745                         |                | R4 2.0-192 (S14)         |
| 323i               | 09.1982—12.1986   | 90 776 (плюс 7450 CKD)       | 27 400         | R6 2.3-139/150 (M20)     |
| 325i, 325is        | 09.1985—05.1991   | 177 403 (плюс 19 536 CKD)    | 33 000         | R6 2.5-171 (M20)         |
| 325iX              | 10.1985—11.1991   | 29 589                       | 42 500         | R6 2.5-171 (M20)         |
| 325, 325e, 325es   | 10.1983—06.1988   | 189 287                      | 29 850         | R6 2.7-122/129 (M20)     |
| 333i               | 1985—1986         | 204                          | -              | R6 3.2-197 (M69)         |
| 324d               | 09.1985—12.1990   | 97 480                       | 27 450         | R6 2.4-86 D (M21)        |
| 324td              | 1987—1990         | 21 514                       | 35 700         | R6 2.4-116 D (M21)       |
| M3                 | 09.1986—12.1990   | 17 184                       | 59 800         | R4 2.3-200 (S14)         |
| M3 Cecotto         | 1989              | 505                          | -              | R4 2.3-215 (S14)         |
| M3 Evolution       | 1988              | 501                          | 69 900         | R4 2.3-220 (S14)         |
| M3 Sport Evolution | 1989—1990         | 600                          | 85 000         | R4 2.5-238 (S14)         |
| Кабриолеты         | 1983—1993         |                              |                |                          |
| Topcabriolet       | 1983—1991         | 14 455                       |                |                          |
| 318i               | 1990—1993         | 24 706                       | 46 100         | R4 1.8-116 (M40)         |
| 320i               | 1986—1993         | 32 687                       | 43 100         | R6 2.0 -129 (M20)        |
| 325i               | 03.1986—01.1993   | 85 246                       | 43 300         | R6 2.5-171 (M20)         |
| M3                 | 1988—1991         | 786                          | 93 250         | R4 2.3-200 (S14)         |
| Универсалы         | 1988—1994         |                              |                |                          |
| 316i               | 1991—1994         | 20 595                       | 32 500         | R4 1.6-102 (M40)         |
| 318i               | 1989—1994         | 37 905                       | 33.650         | R4 1.8-116 (M40)         |
| 320i               | 1988—1991         | 18 035                       | 38 600         | R6 2.0 -129 (M20)        |
| 325i               | 1988—1993         | 14 506                       | 46 200         | R6 2.5-171 (M20)         |
| 325iX              | 06.1988—01.1993   | 5273                         | 54 800         | R6 2.5-171 (M20)         |
| 324td              | 1988—1993         | 7390                         | 41.300         | R6 2.4-116 D (M21)       |